# 正規空母
正規空母（正規航空母艦、せいきくうぼ、英語: Fleet aircraft carrier）は、航空母艦（空母）の一種。
改造空母（航空戦艦）、特設航空母艦、軽空母（小型空母）、護衛空母（特設空母、補助空母）以外の、主力艦として用いられる航空母艦をさして用いられる俗称である。

## 大日本帝国海軍
大日本帝国海軍は、航空母艦について「空母」と「特設航空母艦」（補助空母）に大別していた。
さらに艦政上・人事上の扱いも適宜に区別されていた。例えば海軍省では、「赤城」「加賀」の竣工にあわせて「排水量25,000トン以上の空母の艦長は、戦艦の艦長と同じく、大佐の特別俸とする（代将にあたる待遇）」と定めた。これに該当する大型空母は、上記2隻に翔鶴型（翔鶴・瑞鶴）と「大鳳」 ・「信濃」を加えた6隻であった。
日本海軍は他国の航空母艦についても「特設航空母艦」、「制式空母」、「正規空母」（正式空母）という表現を用いることがあった。1944年2月下旬に大本営がおこなった情勢判断において、敵航空母艦の内訳について「正式空母」という用語が用いられている。同年10月中旬、台湾沖航空戦の戦果速報でも使用され、日本陸軍にも伝達された。同月下旬のレイテ沖海戦における報告でも用いられている。またメディアでも用例があり、例えば朝日新聞は1944年（昭和19年）2月の『大東亜時局語』において、エセックス級航空母艦を念頭に「制式空母」について解説している。
1945年（昭和20年）3月19日、九州沖航空戦にともなう大本営発表で、国民一般に対して「正規空母」の表現を用いたが、この表現について、『昭南新聞』は「耳新しい言葉」と評した。
太平洋戦争終結後に発刊された公刊戦史『戦史叢書』では、日本海軍の主力空母も「正規空母」と表記する。『世界の艦船』などの専門誌では、大型空母のほかに中型空母のうち改造空母以外の艦（蒼龍・飛龍、雲龍型）、軽空母のうちやはり改造空母以外の艦（鳳翔および龍驤）を加えた艦を正規空母と称している。これらのなかには未成戦艦や巡洋戦艦などの船体を流用した艦も含まれるが、いずれも艦隊用主力空母にふさわしい強力な性能を備えていた。なお貨客船を出自にもつ隼鷹型（飛鷹型）改造空母は、正規空母として扱われることもある。

## アメリカ海軍

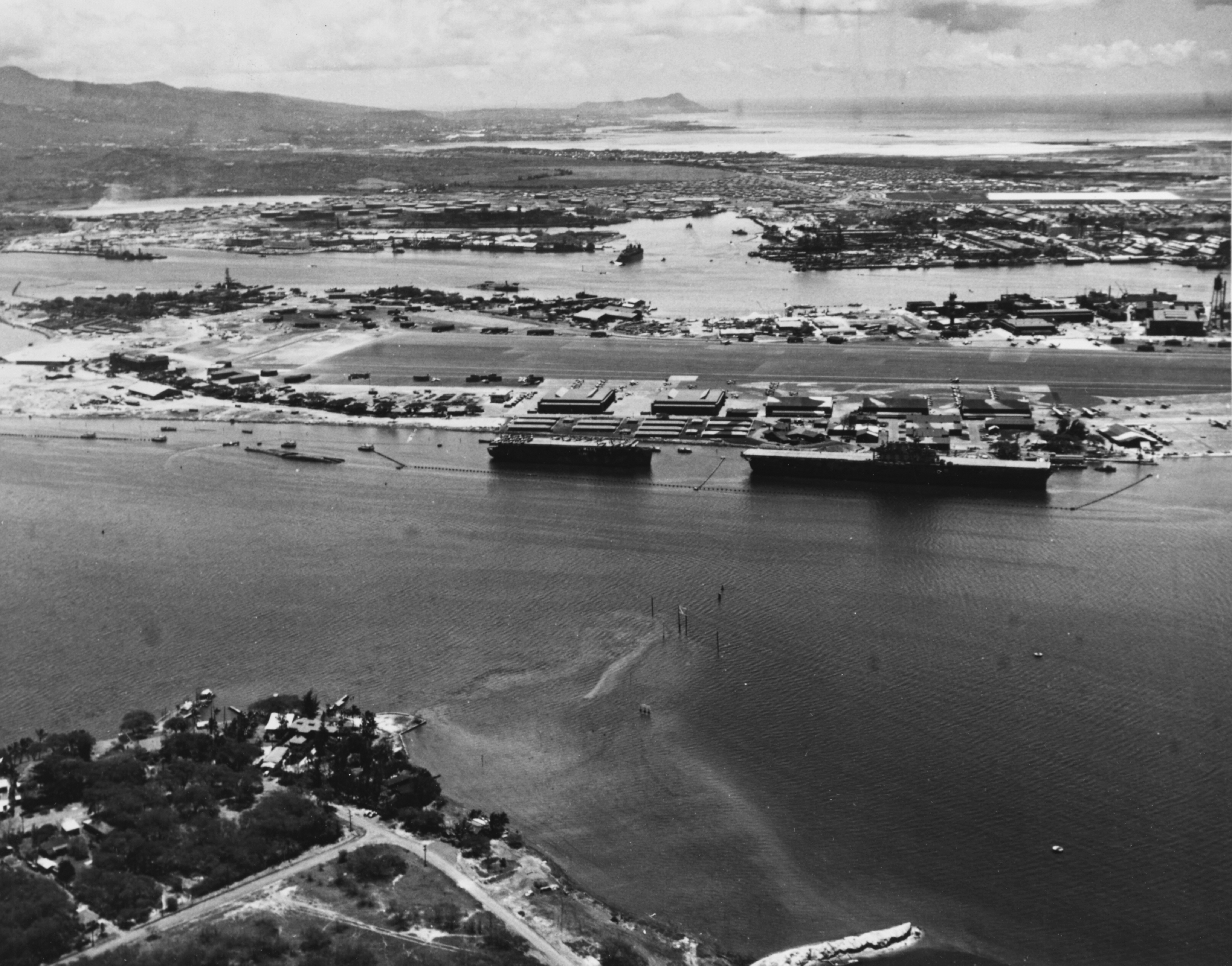
1942年8月1日、真珠湾にて撮影。ヨークタウン級正規空母「ホーネット」と、護衛空母（貨物船改造空母）「ロング・アイランド」がフォード島にて停泊している。

アメリカ海軍も、当初は日本海軍と同様に空母のなかに細かい類別を設けず、一括してCVの船体分類記号を付与していた。ただし第二次世界大戦に伴う需要激増に対応して、特に船団護衛に投入するために商船の船体を利用した小型・低速の空母として登場した航空機護衛艦（Aircraft escort vessel）については、AVGの船体分類記号を付してCVと区別していた。その後、異例の大型艦であるミッドウェイ級の建造にあわせて、1943年7月15日に整理が図られることになり、従来の航空母艦（CV）のうち同級のみ大型航空母艦（Large aircraft carrier）に類別変更され、CVBの船体分類記号が付与された。一方、巡洋艦の設計を流用した小型の艦（インディペンデンス級・サイパン級）は軽空母（Light aircraft carrier, CVL）に類別変更された。
1952年7月、アメリカ海軍はCVの一部を対潜戦に充当することとし、対潜空母の類別が新設されて、CVSの船体分類記号が付与された。また10月には、それ以外のCVとCVBが攻撃型空母に類別変更されて、CVAの船体分類記号が付与された。また1956年5月29日に核動力を導入した「エンタープライズ」が就役すると、原子力攻撃空母（Nuclear-powered attack aircraft carrier）の類別が新設されて、CVANの船体分類記号が付与された。しかしベトナム戦争後に国防予算が削減されると、対潜戦専従の航空母艦を維持することは困難になっていき、CVA/CVANに艦上哨戒機・哨戒ヘリコプターを搭載して対潜戦を兼務させることになり、CVSの運用は1974年までに終了して、CVA/CVANは汎用化されてCV/CVNと改称した。
なおこれらの船体分類記号による正式な類別とは別に、フォレスタル級以降のCV・CVN（CVA・CVAN）は超大型空母とも俗称される。

## イギリス海軍
イギリス海軍では、黎明期の空母や改造空母で累積した経験を踏まえて「アーク・ロイヤル」を建造し、1938年に正規空母として竣工させた。同艦は新時代を画する第一艦として、超大型空母とも称された。これに続いて、重防御化を図ったイラストリアス級の建造も開始された。しかし第二次世界大戦の開戦とともに空母の急速建造が急務となり、イラストリアス級のように強力・複雑な艦では所定の勢力を確保できないと判断されたことから、コロッサス級を端緒として、排水量・速力を妥協して甲鉄防御も全廃、構造も商船類似の方式とした軽空母（Light fleet aircraft carriers）の建造に移行した。
その後、アメリカ合衆国の参戦で戦局が安定した1942年から1943年にかけて戦後を見据えた建艦計画が策定されると、大型の艦隊空母の建造が再開されることになり、オーディシャス級・ジブラルタル級の建造が盛り込まれた。しかしジブラルタル級は結局全て建造中止となり、オーディシャス級2隻のみが建造された。これらは順次に改正を受けつつ戦後のイギリス海軍の艦隊航空戦力の中核を構成していたが、1966年度国防白書で固定翼機運用空母の全廃が決定されたことで1978年までに運用を終了した。またこのとき、これらの後継艦として計画されていたCVA-01級の建造中止も決定されており、これによってイギリス海軍の空母史は一度終止符を打たれることになった。しかしこの空母全廃政策は艦載ヘリコプターなどの搭載艦まで含むものではなかったことから、艦隊空母を補完するヘリ空母として開発されていた護衛巡洋艦の機能充実が図られることになり、最終的に、垂直/短距離離着陸機であるシーハリアー艦上戦闘機の運用に対応したインヴィンシブル級として結実した。